# NGC 7206
NGC 7206 је лентикуларна галаксија у сазвежђу Пегаз која се налази на NGC листи објеката дубоког неба.
Деклинација објекта је + 16° 47' 7" а ректасцензија 22h 5m 40,9s. Привидна величина (магнитуда) објекта NGC 7206 износи 13,4 а фотографска магнитуда 14,4. NGC 7206 је још познат и под ознакама UGC 11904, MCG 3-56-7, CGCG 451-6, PGC 68014.